# Eva Klein-Donath
Eva Klein-Donath (* 24. August 1895 als Eva Gertrude Käthe Klein in Königsberg; † 14. März 1959 in München) war eine deutsche Schauspielerin bei Bühne und Film.

## Leben und Wirken
Eva Klein-Donath spielte seit den 1920er Jahren im Inland (zum Beispiel in Stralsund) wie im Ausland (zum Beispiel in Riga) Theater. Zu Beginn der NS-Zeit traf die Künstlerin in Berlin ein und wurde augenblicklich vor die Kamera geholt. Vor allem in den Jahren 1937 bis 1944 war Eva-Klein-Donath beim Film vielbeschäftigt und verkörperte Ehefrauen, Mütter und gutbürgerliche Damen der Gesellschaft aller Arten. Festengagements an Theatern lassen sich in dieser Zeit nicht mehr feststellen. Nach Kriegsende trat sie einmal auch als Synchronsprecherin in Erscheinung, als sie im oscarprämierten Technicolor-Drama Die schwarze Narzisse der Mutter Oberin ihre Stimme lieh. Mit einer Konsulin-Rolle in Ich suche Dich, einem Leinwandmelodram von und mit O. W. Fischer, zog sich die Wahl-Münchnerin Mitte der 1950er Jahre ins Privatleben zurück. Sie starb 1959.
Von 1922 bis zur Scheidung 1926 war sie mit dem Arzt Wolfgang Donath verheiratet. 1934 ehelichte sie den Sturmführer und späteren Kaufmann Hermann Tetzner.

## Filmografie
- 1934: Grüß mir die Lore noch einmal
- 1937: Einmal werd’ ich dir gefallen
- 1937: Heiratsschwindler
- 1937: Wenn in Werder blühn die Bäume (Kurzfilm)
- 1938: Es leuchten die Sterne
- 1938: Der Blaufuchs
- 1938: Steputat & Co.
- 1939: Morgen werde ich verhaftet
- 1939: Die Frau ohne Vergangenheit
- 1939: Wenn Männer verreisen
- 1940/53: Gesprengte Gitter
- 1943: Der ewige Klang
- 1944: Das Leben ruft
- 1950: Falschmünzer am Werk
- 1955: Ich suche Dich